# Aneta Todorczuk
Aneta Todorczuk primo voto Perchuć (ur. 9 grudnia 1978 w Białymstoku) – polska aktorka filmowa, teatralno-musicalowa i dubbingowa, piosenkarka.

## Życiorys

### Wykształcenie
W 1998 ukończyła Liceum Muzyczne im. Ignacego Jana Paderewskiego w Białymstoku (w klasie skrzypiec). Jest absolwentką warszawskiej PWST z 2002.

### Kariera
23 marca 2001 zadebiutowała w spektaklu Jana Englerta Szkoła żon, w którym wystąpiła w roli Anusi. W 2001 została etatową aktorką Teatru Narodowego w Warszawie. Od września 2006 współpracuje z Teatrem Studio Buffo.
Jest współzałożycielką i prezesem fundacji Mamy Dzieci.

### Życie prywatne
W 2002 poślubiła aktora Marcina Perchucia, z którym ma córkę Zofię (ur. 2005) i syna Stanisława (ur. 2010). W 2019 potwierdziła informację o rozwodzie z mężem.

## Filmografia
- 1999: Czerwone jabłko – Ona
- 2001: Kameleon – Weronika, córka Kamelskich
- 2002: Piękna pani Seideman (spektakl telewizyjny) – dziewczyna
- 2002: Na dobre i na złe – Małgosia Kwiatkowska (odc. 127)
- 2004–2010: Samo życie – Agnieszka Augustynek-Tratini (późniejsze odcinki)
- 2004: Stacyjka – Marta Liwicz (odc. 1, 3-13)
- 2005: Pensjonat pod Różą – Iwona Skowron (odc. 36-37)
- 2006: Pastorałka (spektakl telewizyjny) – anioł / kolędnik
- 2007: Determinator – (1-4, 713)
- 2008: Warszawa (spektakl telewizyjny) – artystka kabaretowa
- 2008: Kryminalni – Joanna Smolar (odc. 89)
- 2008: Glina – koleżanka Dominiki Musiał (odc. 23)
- 2009: Opowiadania dla dzieci (spektakl telewizyjny) – pani z przedszkola
- 2010: Milczenie jest złotem – Inge
- 2011: Wszyscy kochają Romana – Dorota, żona Romana (odc. 1-15)
- 2011: Ojciec Mateusz – wiolonczelistka Renata Rawicz (odc. 67)
- 2011: Kolęda nocka. 30 lat później (widowisko telewizyjne) – zakochana
- 2011: Instynkt – Milena Sobecka (odc. 10)
- 2012–2015: Na dobre i na złe – Dorota Rogalska
- 2012: M jak miłość – doktor Julia (odc. 918, 922, 928, 933, 947)
- 2013: Piąty Stadion – Małgorzata Nowak (odc. pt. 19 listopada 2013)
- 2015–2016: Barwy szczęścia – Danuta Szostak
- 2015: Singielka – ciężarna Weronika (odc. 160, 172, 175, 179, 185)
- 2016: Rodzinka.pl – agentka nieruchomości (odc. 184)
- 2016: Druga szansa – Kaśka Wanaś, opiekunka Zuzi (odc. 6 sezon I)
- 2016–2019: Blondynka – Marta Retzer
- 2016: 10 cm – policjantka
- 2017–2019: Za marzenia – doktor Marta Górska (odc. 2-4, 6-7, 9, 12, 20-21, 23-24)
- 2017: Gardenia (spektakl telewizyjny) – kobieta I
- 2019: Na Wspólnej – Iwona Kamińska (odc. 2954, 2959-2960, 2964-2968)
- od 2019: Zakochani po uszy – Żaneta, matka Soni (odc. 141, 145-146, 156, 172, 204)
- 2020: Archiwista – Joanna Jaks (odc. 9)
- 2020: Pierwsza miłość – Amanda Semeluk
- 2021: Chyłka. Inwigilacja – komisarz, zastępczyni komendanta rejonowego policji (odc. 4)
- 2021: Piękni i bezrobotni – matka Helena Tomaszewska (odc. 7)

## Polski dubbing
- 2004: Radiostacja Roscoe – Bridget (odc. 33–34, 39)
- 2006: Lucky Luke na Dzikim Zachodzie – Louise
- 2006: Sezon na misia – Gizela
- 2007: Zaczarowana – księżniczka Giselle
- 2008: Piorun
- 2008: Sezon na misia 2 – Giselle
- 2008: Nie ma to jak hotel – Leslie
- 2009: Dzieci Ireny Sendlerowej – Irena Sendlerowa
- 2010: Aaron Stone
- 2010: Sezon na misia 3 – Giselle
- 2011: Muppety – Mary
- 2015: Ant-Man – Hope Van Dyne
- 2018: Ant-Man i Osa – Hope Van Dyne
- 2019: Avengers: Koniec gry – Hope Van Dyne
- 2020: Naprzód – Jagoda Mrygacz
- 2021: Nareszcie sam w domu – Carol Mercer[4]

## Kariera teatralna

### Współpraca z Teatrem Studio Buffo
- Złota sobota
- Przebojowa noc
- Hity Buffo
- Wieczór Francuski
- Ukochany Kraj...
- Tyle miłości
- Próby Bogusława Schaeffera
- Karuzela marzeń

### OCH Teatr Warszawa
- 2011: Janet Weiss The Rocky Horror Show, reż. Tomasz Dutkiewicz

### Teatr Montownia w Warszawie
- 2006: Stefan Lindberg Lovv, reż. Marek Pasieczny, rola: Marchewa

### Teatr Narodowy
- 2001: Szkoła żon reż. Jan Englert
- 2002: Arystofanes w parafrazie Bronisława Maja Żaby, reż. Zbigniew Zamachowski
- 2003: Wesele reż. Jerzy Grzegorzewski
- 2004: Andrzej Saramonowicz 2 maja, reż. Agnieszka Glińska
- 2005: Bertolt Brecht, Kurt Weill Happy end, reż. Tadeusz Bradecki
- 2007: Opowiadania dla dzieci reż. Piotr Cieplak

### Teatr Telewizji
- 2002: Piękna pani Seidenman (reż. Janusz Kijowski)
- 2006: Pastorałka (reż. Laco Adamik) jako Anioł, Kolędnik

## Recitale
- niedorosłam (z towarzyszeniem zespołów Kameleon pod kierownictwem Hadriana Filipa Tabęckiego oraz Machina del Tango pod kierownictwem Urszuli Borkowskiej)

## Nagrody
- 1999 – II nagroda na Festiwalu Piosenki Francuskiej w Lubinie
- 2000 – wyróżnienie na Konkursie interpretacji piosenek Agnieszki Osieckiej w Warszawie
- 2001 – wyróżnienie na Festiwalu Piosenki Francuskiej w Lubinie
- 2002 – I nagroda na Festiwalu Sztuki Estradowej dla zespołu MAMM
- 2002 – wyróżnienie na Festiwalu Szkół Teatralnych w Łodzi
- 2004 – Nagroda im. T.Łomnickiego przyznawana za szczególne osiągnięcia w dwa lata po ukończeniu studiów